# Live & Inspired
Live & Inspired – pierwszy album koncertowy amerykańskiego zespołu muzycznego Godsmack wydany w Stanach Zjednoczonych i Kanadzie 15 maja 2012 roku nakładem Universal Republic Records. Niemiecka i brazylijska edycja albumu wydana została nakładem Armoury Records, japońska Ward Records, australijska Eagle Vision, a francuska promo – Eagle Records. 
Wydawnictwo składa się z dwóch płyt CD. Na pierwszej znalazł się materiał live z koncertu zagranego przez zespół w 2010 roku w Fox Theatre w Detroit, zaś drugą zajęło EP z czterema coverami następujących utworów: „Rocky Mountain Way” z repertuaru Joego Walsha, „Come Together” z repertuaru zespołu The Beatles, „Time” z repertuaru zespołu Pink Floyd i „Nothing Else Matters” z repertuaru zespołu Metallica. „Rocky Mountain Way” i „Come Together” w 2012 roku wydano ponadto w postaci singli promujących wydawnictwo.

## Lista utworów
Opracowano na podstawie materiału źródłowego.
CD 1 (Live)
| Nr  | Tytuł utworu              | Autorzy                                                  | Długość |
| --- | ------------------------- | -------------------------------------------------------- | ------- |
| 1.  | „Straight Outta Line”     | Sully Erna                                               | 5:37    |
| 2.  | „Re-Align”                | Sully Erna                                               | 4:43    |
| 3.  | „Awake”                   | Sully Erna                                               | 4:57    |
| 4.  | „Moon Baby”               | Sully Erna                                               | 4:53    |
| 5.  | „Changes”                 | Sully Erna, Tony Rombola                                 | 6:03    |
| 6.  | „The Enemy”               | Sully Erna                                               | 4:16    |
| 7.  | „Keep Away”               | Sully Erna                                               | 9:51    |
| 8.  | „Speak”                   | Sully Erna, Tony Rombola, Robbie Merrill, Shannon Larkin | 3:50    |
| 9.  | „Voodoo”                  | Sully Erna, Robbie Merrill                               | 4:28    |
| 10. | „Batalla de los Tambores” | Sully Erna, Shannon Larkin                               | 6:35    |
| 11. | „Whatever”                | Sully Erna, Tony Rombola                                 | 5:50    |
| 12. | „Serenity”                | Sully Erna, Tony Rombola                                 | 4:51    |
| 13. | „I Stand Alone”           | Sully Erna                                               | 4:58    |
|     |                           |                                                          | 1:10:52 |

CD 2 (Inspired)
| Nr | Tytuł utworu           | Autorzy                                                     | Długość |
| -- | ---------------------- | ----------------------------------------------------------- | ------- |
| 1. | „Rocky Mountain Way”   | Joe Walsh, Joe Vitale, Kenny Passarelli, Roche Steven Grace | 4:01    |
| 2. | „Come Together”        | John Lennon, Paul McCartney                                 | 3:46    |
| 3. | „Time”                 | David Gilmour, Nick Mason, Richard Wright, Roger Waters     | 4:12    |
| 4. | „Nothing Else Matters” | James Hetfield, Lars Ulrich                                 | 6:24    |
|    |                        |                                                             | 18:23   |

## Twórcy
Opracowano na podstawie materiału źródłowego.
Zespół Godsmack w składzie
- Sully Erna – wokale, gitara
- Tony Rombola – gitara, wokale
- Robbie Merrill – gitara basowa, wokale
- Shannon Larkin – perkusja, wokale

Dodatkowi muzycy
- Chris DeCato – pianino i keyboard w utworach 3. i 4. na CD 2, aranżacje pianina w utworze 4. na CD 2

Produkcja
- Dave Fortman(inne języki) – produkcja muzyczna w utworach od 1. do 4. na CD 2, nagrywanie w utworach od 1. do 4. na CD 2, miksowanie
- Godsmack – produkcja muzyczna w utworach od 1. na CD 1 do 4. na CD 2, nagrywanie w utworach od 1. do 13. na CD 1
- Adam Ayan – mastering
- David Troia, John Ellis, Ryan Hingle – inżynieria
- Chris Bradshaw – projekt okładki (fotografie), dodatkowe fotografie
- Kamal Asar, Rudy De Doncker, Sonny Guillen, Strati Hovartos – dodatkowe fotografie
- The Collective – management
- David Weise & Associates – business management
- Myman Greenspan Fineman Fox Rosenberg & Light LLP – opieka prawna

## Notowania na listach przebojów
Notowania tygodniowe
| Lista (2012)                                   | Pozycja |
| ---------------------------------------------- | ------- |
| Belgia (Ultratop Walonia)                      | 195     |
| Kanada (Billboard Canadian Albums (Billboard)) | 23      |
| Stany Zjednoczone (Billboard 200 (Billboard))  | 19      |